# Double hétérostructure

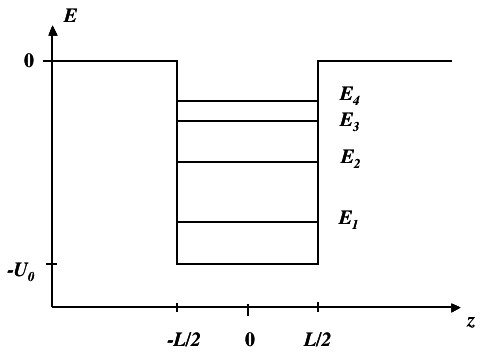
Niveaux d'énergies.

En microélectronique, une double hétérostructure consiste en la juxtaposition de deux hétérostructures. Elle présente un intérêt tout particulier pour la réalisation de sources laser à semiconducteur.
Dans le cadre des homojonctions n-p, du fait de l'absence de confinement des porteurs, on observe un rendement faible et courant de seuil élevé de quelques kA/cm2.
En utilisant une double hétérojonction avec une succession de zones n, p, n.[incompréhensible] La zone P est définie comme la zone active (ZA). Cette zone active est caractérisée par un domaine favorisant la recombinaison des paires électrons-trous.
En choisissant judicieusement la composition des alliages, on assure dans la zone P un confinement électronique des porteurs et un confinement optique des photons par la variation d'indice au niveau des jonctions n-p.

## Facteur de confinement optique
Le confinement des porteurs dans une zone spatiale de dimension contrôlée (élaboration par épitaxie), va permettre à ces structures de maximiser les interactions entre les porteurs électriques et les photons.
Ce facteur est principalement exprimé en fonction de la dimension de la zone active et de l'écart d'indice entre les zones n et p.
{\displaystyle \Gamma ={\frac {\int _{\mathrm {ZA} }\mathrm {E} ^{2}(z)\mathrm {d} z}{\int _{-\infty }^{+\infty }\mathrm {E} ^{2}(z)\mathrm {d} z}}}
- {\displaystyle \Gamma =1} est caractéristique d'un confinement idéal.
- {\displaystyle \Gamma =0} est caractéristique d'un mauvais confinement.

Ces structures permettent d'obtenir des structures laser à seuil bas, de l'ordre de 100 A/cm2.